# Tournous-Devant
Tournous-Devant é uma comuna francesa na região administrativa de Occitânia, no departamento dos Altos Pirenéus. Estende-se por uma área de 4,67 km². Em 2010 a comuna tinha 103 habitantes (densidade: 22,1 hab./km²).